# Chikkajajur
Chikkajajur là một thị trấn thuộc taluk Holalkere, huyện Chitradurga, bang Karnataka, Ấn Độ.